# メディア・ビジョン
メディア・ビジョン株式会社（英: Media Vision Inc.）は、東京都江東区に本社を置き、家庭用ゲームソフトウェアの開発、携帯端末用及びiPhone用アプリ開発を主な事業内容とする日本の企業。

## 概要
1993年3月1日に日本テレネット第1開発事業部（RIOT）部長の福島孝が金子彰史らと共に設立。2003年8月に「メディア・ビジョン エンタテインメント」に商号変更し、2006年6月に千代田区から江東区へ会社を移転。2010年3月に再び「メディア・ビジョン」に社名変更した。
代表作はワイルドアームズシリーズ。

## 開発タイトル
| 発売日 | 発売日   | タイトル                                                 | プラットフォーム                                    | 発売元                                 |
| ------ | -------- | -------------------------------------------------------- | --------------------------------------------------- | -------------------------------------- |
| 1994年 | 12月3日  | クライムクラッカーズ                                     | PlayStation                                         | ソニー・コンピュータエンタテインメント |
| 1995年 | 4月28日  | ガンナーズヘヴン                                         | PlayStation                                         | ソニー・コンピュータエンタテインメント |
| 1996年 | 12月20日 | ワイルドアームズ                                         | PlayStation                                         | ソニー・コンピュータエンタテインメント |
| 1997年 | 11月27日 | クライムクラッカーズ2                                    | PlayStation                                         | ソニー・コンピュータエンタテインメント |
| 1999年 | 9月2日   | ワイルドアームズ セカンドイグニッション                  | PlayStation                                         | ソニー・コンピュータエンタテインメント |
| 2002年 | 2月22日  | ねずみくす                                               | Xbox                                                | マイクロソフト                         |
| 2002年 | 3月14日  | ワイルドアームズ アドヴァンスドサード                    | PlayStation 2                                       | ソニー・コンピュータエンタテインメント |
| 2003年 | 11月27日 | ワイルドアームズ アルターコード:エフ                     | PlayStation 2                                       | ソニー・コンピュータエンタテインメント |
| 2005年 | 3月24日  | ワイルドアームズ ザ フォースデトネイター                 | PlayStation 2                                       | ソニー・コンピュータエンタテインメント |
| 2005年 | 9月1日   | ヘビーメタルサンダー                                     | PlayStation 2                                       | スクウェア・エニックス                 |
| 2005年 | 10月6日  | マワザ                                                   | PlayStation 2                                       | ソニー・コンピュータエンタテインメント |
| 2006年 | 12月14日 | ワイルドアームズ ザ フィフスヴァンガード                 | PlayStation 2                                       | ソニー・コンピュータエンタテインメント |
| 2007年 | 4月4日   | セツの火                                                 | Microsoft Windows                                   | メディア・ビジョン                     |
| 2007年 | 8月9日   | ワイルドアームズ クロスファイア                          | PlayStation Portable                                | ソニー・コンピュータエンタテインメント |
| 2008年 | 12月25日 | RIZ-ZOAWD 〜リゾード〜                                   | ニンテンドーDS                                      | ディースリー・パブリッシャー           |
| 2009年 | 2月5日   | 遠隔捜査 -真実への23日間-                                | PlayStation Portable                                | ソニー・コンピュータエンタテインメント |
| 2009年 | 7月23日  | ドラゴンボール 天下一大冒険                              | Wii                                                 | バンダイナムコゲームス                 |
| 2010年 | 4月20日  | ケイオスリングス                                         | iOS Android                                         | スクウェア・エニックス                 |
| 2011年 | 1月27日  | 戦場のヴァルキュリア3                                    | PlayStation Portable                                | セガ                                   |
| 2011年 | 5月20日  | ケイオスリングスΩ                                        | iOS Android                                         | スクウェア・エニックス                 |
| 2012年 | 3月15日  | シャイニング・ブレイド                                   | PlayStation Portable                                | セガ                                   |
| 2012年 | 3月15日  | ケイオスリングスII                                       | iOS Android                                         | スクウェア・エニックス                 |
| 2013年 | 2月28日  | シャイニング・アーク                                     | PlayStation Portable                                | セガ                                   |
| 2013年 | 10月9日  | マジック&カノン                                          | iOS Android                                         | DeNA                                   |
| 2014年 | 10月16日 | ケイオスリングスIII                                      | iOS Android PlayStation Vita                        | スクウェア・エニックス                 |
| 2014年 | 12月11日 | シャイニング・レゾナンス                                 | PlayStation 3                                       | セガ                                   |
| 2015年 | 3月12日  | デジモンストーリー サイバースルゥース                    | PlayStation Vita                                    | バンダイナムコゲームス                 |
| 2015年 | 8月      | プラネットベイダー                                       | iOS Android                                         | ディースリー・パブリッシャー           |
| 2016年 | 2月10日  | 戦場のヴァルキュリア リマスター                          | PlayStation 4                                       | セガ                                   |
| 2016年 | 3月10日  | サモンナイト6 失われた境界たち                           | PlayStation 4 PlayStation Vita                      | バンダイナムコゲームス                 |
| 2017年 | 1月29日  | 蒼き革命のヴァルキュリア                                 | PlayStation 4 PlayStation Vita Xbox One（海外のみ） | セガ                                   |
| 2017年 | 10月5日  | てさぐれ!ゲームもの                                      | iOS / Android                                       | メディア・ビジョン                     |
| 2017年 | 12月7日  | メギド72                                                 | iOS / Android                                       | DeNA                                   |
| 2017年 | 12月14日 | デジモンストーリー サイバースルゥース ハッカーズメモリー | PlayStation 4 PlayStation Vita                      | バンダイナムコエンターテインメント     |
| 2018年 | 3月21日  | 戦場のヴァルキュリア4                                    | PlayStation 4                                       | セガゲームス                           |
| 2025年 | 4月24日  | HUNDRED LINE -最終防衛学園-                              | Nintendo Switch PC                                  | アニプレックス                         |
| 2025年 | 10月3日  | デジモンストーリー タイムストレンジャー                  | PlayStation 5 Xbox Series X/S PC                    | バンダイナムコエンターテインメント     |